# Očist
Očist (cimin, kotrižnjak, lat. Sideritis), rod vazdazelenih trajnica, polugrmova i grmova iz porodice medićevki (Labiatae), rasprostranjen po Mediteranu, Makaroneziji, srednjoj Europi i dijelovima zapadne azije. Preko 180 priznatih vrsta. U Hrvatskoj raste nekoliko vrsta, to su planinska očist ili gorski očist (S. montana) s podvrstom trociepni očist (S. montana subsp. montana) i sredozemni očist ili rimska očist (S. romana) s podvrstom grimizni očist (S. romana subsp. purpurea)
Ovaj rod poznat je u stranim jezicima kao planinski čaj i pastirski čaj. Vrsta S. scardica je veoma popularan u Grčkoj, Turskoj, Albaniji, Kosovu, Bugarskoj i Republici Makedoniji za pripremu čajeva kao i zbog svojih aromatskih osobina u lokalnim kuhinjama. Biljni čaj obično se priprema kao izvarak a zatim često poslužuje s medom i limunom.

## Vrste
1. Sideritis × accidentalis Sánchez-Gómez & R.Morales
2. Sideritis ajpetriana Klokov
3. Sideritis akmanii Aytac, Ekici & Donmez
4. Sideritis albiflora Hub.-Mor.
5. Sideritis × alcarazii D.Rivera, Obón & De la Torre
6. Sideritis × alfraedi Mateo & Pisco
7. Sideritis amagroi Marrero Rodr. & B.Navarro
8. Sideritis amasiaca Bornm.
9. Sideritis × anagae (Christ) ined.
10. Sideritis × angustifolia Lag.
11. Sideritis antiatlantica (Maire) Rejdali
12. Sideritis × antonii-josephii Font Quer & Rivas Goday
13. Sideritis × aragonensis Sennen & Pau
14. Sideritis arborescens Salzm. ex Benth.
15. Sideritis arguta Boiss. & Heldr.
16. Sideritis argyrea P.H.Davis
17. Sideritis × arizagana Font Quer
18. Sideritis armeniaca Bornm.
19. Sideritis atrinervia Klokov
20. Sideritis × baluei Font Quer
21. Sideritis barbellata Mend.-Heuer
22. Sideritis bilgeriana P.H.Davis
23. Sideritis boissieriana Peris, Stübing, Olivares & J.Martín
24. Sideritis bolleana Bornm.
25. Sideritis × bornmuelleri Negrín & P.Pérez
26. Sideritis bourgeana Boiss. & Reut.
27. Sideritis brevibracteata P.H.Davis
28. Sideritis brevicaulis Mend.-Heuer
29. Sideritis brevidens P.H.Davis
30. Sideritis briquetiana Font Quer & Pau
31. Sideritis bubanii Font Quer
32. Sideritis × cadevallii Font Quer
33. Sideritis caesarea H.Duman, Aytaç & Baser
34. Sideritis calduchii Cirujano, Roselló, Peris & Stübing
35. Sideritis canariensis L.
36. Sideritis × candelii Font Quer & Pau
37. Sideritis candicans Aiton
38. Sideritis carbonellii Socorro
39. Sideritis × carrissoana Font Quer
40. Sideritis catillaris Juz.
41. Sideritis chamaedryfolia Cav.
42. Sideritis cilicica Boiss. & Balansa
43. Sideritis cirujanoi Romo, Stübing, Roselló & Peris
44. Sideritis clandestina (Bory & Chaub.) Hayek
45. Sideritis condensata Boiss. & Heldr.
46. Sideritis congesta P.H.Davis & Hub.-Mor.
47. Sideritis cossoniana Ball
48. Sideritis cretica L.
49. Sideritis cuatrecasasii Peris, Stübing & Figuerola
50. Sideritis cypria Post
51. Sideritis cystosiphon Svent.
52. Sideritis dasygnaphala (Webb & Berthel.) Clos
53. Sideritis dendrochahorra Bolle
54. Sideritis dianica D.Rivera, Obón, De la Torre & A.Barber
55. Sideritis dichotoma Huter
56. Sideritis × difficilis Font Quer
57. Sideritis discolor Willd. ex Bolle
58. Sideritis dubia Coulomb
59. Sideritis endressii Willk.
60. Sideritis eriocephala Marrero Rodr. ex Negrín & P.Pérez
61. Sideritis erythrantha Boiss. & Heldr.
62. Sideritis euboea Heldr.
63. Sideritis euxina Juz.
64. Sideritis × fernandezii Negrín & P.Pérez
65. Sideritis ferrensis P.Pérez & Négrin
66. Sideritis flaviflora Obón & D.Rivera
67. Sideritis fruticulosa Pourr.
68. Sideritis × gaditana Rouy
69. Sideritis galatica Bornm.
70. Sideritis × garrigae Font Quer
71. Sideritis germanicopolitana Bornm.
72. Sideritis × ginesii Socorro, L.Cano & Espinar
73. Sideritis glacialis Boiss.
74. Sideritis glauca Cav.
75. Sideritis gomerae Bolle
76. Sideritis gossypina Font Quer
77. Sideritis grandiflora Salzm. ex Benth.
78. Sideritis × grossii Font Quer
79. Sideritis × guaxarae P.Pérez & Négrin
80. Sideritis guayedrae Marrero Rodr.
81. Sideritis gulendamii H.Duman & Karaveliogullari
82. Sideritis guyoniana Boiss. & Reut.
83. Sideritis hirsuta L.
84. Sideritis hispida P.H.Davis
85. Sideritis hololeuca Boiss. & Heldr.
86. Sideritis huber-morathii Greuter & Burdet
87. Sideritis hyssopifolia L.
88. Sideritis ibanezii Pau
89. Sideritis × iberica Sennen ex Font Quer
90. Sideritis ibrahimii Obón & D.Rivera
91. Sideritis ilicifolia Willd.
92. Sideritis imbricata H.Lindb.
93. Sideritis incana L.
94. Sideritis infernalis Bolle
95. Sideritis italica (Mill.) Greuter & Burdet
96. Sideritis jahandiezii Font Quer
97. Sideritis × kerguelenii D.Rivera, Obón & De la Torre
98. Sideritis kuegleriana Bornm.
99. Sideritis lacaitae Font Quer
100. Sideritis × lainzii Obón & D.Rivera
101. Sideritis lanata L.
102. Sideritis lasiantha Juss. ex Pers.
103. Sideritis laxispicata (Degen & Debeaux) Socorro, I.Tarrega & Zafra
104. Sideritis leptoclada O.Schwarz & P.H.Davis
105. Sideritis leucantha Cav.
106. Sideritis × liantei Obón & D.Rivera
107. Sideritis libanotica Labill.
108. Sideritis × linearifolia Lam.
109. Sideritis × llenasii Font Quer
110. Sideritis × loscosiana Font Quer
111. Sideritis lotsyi (Pit.) Bornm.
112. Sideritis lurida J.Gay ex Lacaita
113. Sideritis lycia Boiss. & Heldr.
114. Sideritis macrostachyos Poir.
115. Sideritis maireana Font Quer & Pau
116. Sideritis × marcelii Elias & Sennen
117. Sideritis marianica Obón & D.Rivera
118. Sideritis marminorensis Obón & D.Rivera
119. Sideritis marmorea Bolle
120. Sideritis × masferreri Font Quer
121. Sideritis maura de Noé
122. Sideritis × mauritii Maire & Sennen
123. Sideritis mezgouti Molero & J.M.Monts.
124. Sideritis molinae Stübing, Peris & Figuerola
125. Sideritis montana L.
126. Sideritis montserratiana Stübing, Roselló, Olivares & Peris
127. Sideritis × montserratii D.Rivera & Obón
128. Sideritis nervosa (Christ) Linding.
129. Sideritis niveotomentosa Hub.-Mor.
130. Sideritis nutans Svent.
131. Sideritis ochroleuca Noë ex Willk.
132. Sideritis oroteneriffae Négrin & P.Pérez
133. Sideritis ortonedae (Font Quer & Pau) Obón & D.Rivera
134. Sideritis osteoxylla (Pau ex Vicioso) Alcaraz, Peinado, Mart.Parras, J.S.Carrion & Sánchez-Gómez
135. Sideritis ovata Cav.
136. Sideritis ozturkii Aytaç & Aksoy
137. Sideritis × paradoxa Font Quer
138. Sideritis × paui Font Quer
139. Sideritis paulii Pau
140. Sideritis perfoliata L.
141. Sideritis × petriludovici Obón & D.Rivera
142. Sideritis phlomoides Boiss. & Balansa
143. Sideritis phrygia Bornm.
144. Sideritis pisidica Boiss. & Heldr.
145. Sideritis × puiggariana Font Quer
146. Sideritis pullulans Vent.
147. Sideritis pumila (Christ) Mend.-Heuer
148. Sideritis pungens Benth.
149. Sideritis pusilla (Lange) Pau
150. Sideritis raeseri Boiss. & Heldr.
151. Sideritis reverchonii Willk.
152. Sideritis × rodriguezii Borja ex D.Rivera & Obón
153. Sideritis romana L.
154. Sideritis rubriflora Hub.-Mor.
155. Sideritis × sagredoi Socorro, Molero Mesa, Casares & Pérez Raya
156. Sideritis × sanmiguelii Font Quer
157. Sideritis sauvageana D.Rivera & Obón
158. Sideritis scardica Griseb.
159. Sideritis serrata Cav. ex Lag.
160. Sideritis serratifolia Hub.-Mor.
161. Sideritis sipylea Boiss.
162. Sideritis soluta Clos
163. Sideritis spinulosa Barnades ex Asso
164. Sideritis stachydioides Willk.
165. Sideritis stricta Boiss. & Heldr.
166. Sideritis subatlantica Doum. ex Batt.
167. Sideritis sventenii (G.Kunkel) Mend.-Heuer
168. Sideritis syriaca L.
169. Sideritis taurica Stephan ex Willd.
170. Sideritis tmolea P.H.Davis
171. Sideritis tragoriganum Lag.
172. Sideritis trojana Bornm.
173. Sideritis tugiensis S.Ríos, M.B.Crespo & D.Rivera
174. Sideritis × valentina Sennen & Pau
175. Sideritis × varoi Socorro & García-Gran.
176. Sideritis velayosiana Peris, Stübing, Roselló & Romo
177. Sideritis × velezana Pallarés
178. Sideritis villosa Coss. & Balansa
179. Sideritis viridifolia Dulac
180. Sideritis vulcanica Hub.-Mor.
181. Sideritis vuralii H.Duman & Baser
182. Sideritis × yvesiana Font Quer & Sennen

## Vanjske poveznice
|  | Zajednički poslužitelj ima još gradiva o temi Sideritis |
|  | Wikivrste imaju podatke o taksonu Sideritis             |